# Kocsis Albert
Kocsis Albert (Hatvan, 1931. május 12.– Kassel, 1995. március 14.) hegedűművész.

## Tanulmányai és tanári tevékenysége
Az általános iskolát Hatvanban végezte, itt kezdte el a gimnáziumot is. Zenei tehetsége felismerése után tanulmányait (1946-tól) a budapesti zenei gimnáziumban folytatta. A Liszt Ferenc Zeneművészeti Főiskola hallgatójaként Kodály Zoltán és Weiner Leó tanítványa volt. 1955-ben szerzett hegedűművész diplomát. Művészi pályája mellett tanított is, elsősorban Németországban, ahol 1982-től a Kasseli Zeneakadémia professzora volt. Szülővárosában a zeneiskola a nevét viseli.

## Művészpálya
- 1957-től adott szólóhangversenyeket
- 1975-ig az Országos Filharmónia később a Szombathelyi Szimfonikusok szólistája.
- 1967-ben Ó mutatta be Kadosa Pál II. hegedűversenyét
- 1968-tól idejének jelentős részét Németországban töltötte. Kamarazenekarok vezetése mellett mesterkurzusokat is tartott. Kölnben megalapította a Rajna Vidéki Kamarazenekart.
- 1984-től a Nemzetközi Bartók zenekart vezette.
- Számos európai ország mellett fellépett az USA-ban, Kanadában, Japánban és Afrikában is.
- Több országban készített rádió és hanglemez felvételt is.

## Díjai
- Reményi-díj (1950)
- Liszt Ferenc-díj
- SZOT-díj (1963)
- Érdemes művész (1987)